# Граймль, Лео
Лео Граймль (нем. Leo Greiml; род. 3 июля 2001, Хорн) — австрийский футболист, защитник нидерландкого клуба НАК Бреда.

## Клубная карьера
Граймль — воспитанник клубов «Хорн», «Академия Санкт-Пёльтен» и «Рапид». В ноябре 2018 года Граймль стал членом основной команды «Рапида», в составе которой он дебютировал в австрийской Бундеслиге 30 мая 2019 года в матче против «Штурма». 26 августа 2021 года в матче квалификации Лиги Европы против украинской «Зари» Лео забил свой первый гол за «Рапид». В октябре 2021 года Граймль получил разрыв крестообразной связки с повреждением мениска правого колена в матче с «Хартбергом», в результате чего пропустил все оставшиеся матчи сезона 2021/22.
11 апреля 2022 года «Рапид» объявил, что Граймль не будет продлевать истекающий в июне контракт и перейдёт в другой клуб в качестве свободного агента. Спустя два дня стало известно, что с июля 2022 года Граймль станет игроком немецкого клуба «Шальке 04», с которым он подписал контракт до 2025 года.